# Classe Los Angeles
La Classe Los Angeles, també coneguda com a classe 688, és una classe de submarins nuclears d'atac en servei a l'Armada dels Estats Units. Es la classe amb més submarins nuclears construïts per cap nació, i formen el gruix de la força de submarins d'atac dels Estats Units d'Amèrica. La classe va ser batejada en honor de la ciutat de Los Angeles. Van ser precedits per la classe Sturgeon. Aquesta classe va interrompre una tradició de molts anys de l'Armada d'anomenar als seus submarins generalment amb noms de ciutats nord-americanes i de criatures marines. Als vaixells també se'ls coneix familiarment com submarins classe 688, segons el nombre de classificació del buc del primer vaixell, USS Los Angeles (SSN-688).
Els submarins classe Los Angeles són ràpids, 25 nusos (46 kilòmetres/hora) segons el govern. Tanmateix es creu que poden assolir els 35 nusos (65 kilòmetres/hora) en condicions favorables: S'ha reconegut que l'USS San Francisco anava a 35 nusos quan va topar amb uns baixos submarins. Porten prop de 25 torpedes de 533 mm. Les 31 naus d'aquesta classe també disposen de 12 tubs verticals de llançament, amb la finalitat específica de llançar míssils BGM-109 Tomahawk. Els 23 últims vaixells de la sèrie, anomenats «688i» (la lletra i vol dir improved, millorat) són més silenciosos, incorporen un sistema avançat de combat i s'adapten a les operacions sota el gel (amb una torreta reforçada, i els plans d'immersió traslladats a la proa per a evitar danys en emergir en aigües glaçades).